# 道设智王
道设智王（도설지왕，？—562年），大伽倻第16代王（在位:不詳 - 562年）。一说即月光太子。
道设智王是伊珍阿鼓王9世孫，异脑王的儿子，母亲是新羅伊飡（2等官）比助夫之女。
562年九月，新羅将軍異斯夫、斯多含率5000的骑兵为先锋攻大伽倻，斯多含先入旃檀梁门。当时金官伽耶已经灭亡，新羅灭亡以大伽倻为首的伽倻诸国联盟，朝鲜半岛只剩下高句丽、百济和新罗三国。本大加耶國自始祖伊珍阿豉王至道設智王凡十六世五百二十年，眞興王以其地爲大加耶郡，景德王改名高靈郡。